# Friedrich Wilhelm Joseph Schelling
Friedrich Wilhelm Joseph Schelling (tiếng Đức: [ˈfʁiːdʁɪç ˈvɪlhɛlm ˈjoːzɛf ˈʃɛlɪŋ]; phiên âm tiếng Việt: Sêlinh; sinh ngày 27 tháng 1 năm 1775 – mất ngày 20 tháng 8 năm 1854) là nhà triết học tiêu biểu của trào lưu triết cổ điển Đức.

## Cuộc đời

### Thời ấu thơ và niên thiếu
Friedrich Wilhelm Joseph Schelling được sinh ra tại Leonherg, Württemberg, Đức. Thuở nhỏ, Schelling được giáo dục tại trường dòng Bebenhausen, ngồi trường mà cha ông làm việc với tư cách vừa là mục sư , vừa là giáo sư ngôn ngữ học Đông phương. Là đứa trẻ thần đồng, Schelling đã làu thông các ngôn ngữ cổ khi mới có 8 tuổi. Tiếp theo, vì tố chất thần đồng đó, ông được vào học tại trường thần học Tübingen Stift của Giáo hội Tin Lành ở Württemberg sớm hơn 3 năm. Trong ngôi trường này, ông có hai người bạn mới là Georg Wilhelm Friedrich Hegel và Friedrich Hölderlin. Đa số các học sinh tại Tübinge đều chịu ảnh hưởng từ tư tưởng của Cách mạng Pháp, thế nhưng Schelling thì khác, ông lại tìm thấy cảm hứng trong triết học của Immanuel Kant.

### Khi trưởng thành
Khi bước sang tuổi 19, Schelling viết tác phẩm triết học đầu tiên và nó đã gây ấn tượng mạnh cho Johann Gottlieb Fichte.
Từ năm 1795 đến năm 1797, Schelling làm gia sư cho một gia đình quý tộc ở Leipzig. Chính khoảng thời gian này, Schelling tìm thấy hướng đi mời về tư tưởng. Có lẽ ông đã tìm thấy hướng đi này trong khi giảng dạy các môn chẳng phải là triết học mà là vật lý, hóa học và y học. Đây là một điều khá thú vị.
Năm 1798, Schelling đến thành phố Jena, trung tâm học thuật của Đức lúc bấy giờ. Lúc này, ông cực kỳ sung mãn và không ngạc nhiên khi ông xuất bản liên tiếp nhiều tác phẩm triết học. Cũng tại thành phố này, ông tìm thấy một nửa của đời mình: bà Caroline Schlegel, một trong những người phụ nữ xuất sắc nhất của chủ nghĩa lãng mạn Đức. Nhưng rất tiếc, sự không chung thủy của cả hai và những tranh cãi giữa Fichte và Schelling đã khiến cuộc hôn nhân này đi đến tan vỡ. Schelling rời Jena, tìm đến Đại học Würzburg.
Tại Würzburg, Schelling thuyết giảng triết học về bản ngã, chủ đề được ông nghiên cứu trong giai đoạn cuối của khoảng thời gian sống ở Jena. Lúc này, từ chỗ "cùng chung chiến tuyến" trong cuộc luận chiến với Fichte, Hegel và Schelling đi đến trở thành những kẻ thù trong môn triết học. Và hệ quả tình bạn giữa hai người đã tan vỡ. Tệ hơn, Schelling còn bị Hegel đẩy xuống dưới cái bóng của ông, khiến Schelling rút khỏi các sinh hoạt công cộng.
Từ năm 1806 đến năm 1841, Schelling đặt chân đến Munich. Ở đây, đúng vào năm ông đến, ông nhận ngay chức tổng thư ký của Viên Hàn lâm Nghệ thuật tạo hình. Ông giảng dạy trong các năm 1820 đến năm 1827 tại Erlangen. Ngày 7 tháng 9 năm 1809, ông kết hôn với Pauline Gotter, bạn của vợ cũ của ông. Không giống cuộc hôn nhân đầu tiên, cuộc hôn nhân này khá tốt đẹp, chỉ có điều Schelling không còn cảm xúc gì về người bạn đời đầu tiên của mình nữa.
Năm 1841, Schelling đi thuyết giảng tại thủ đô Berlin của Đức. 

## Tổng quan về sự nghiệp
Tư tưởng triết học của Schelling chủ gắn vào triết học cổ điển Đức. Sự chuyển hóa về mặt tư tưởng của ông đã bao quát toàn bộ lịch sử triết học duy tâm Đức. 

## Quá trình nghiên cứu

### Những tác phẩm đầu tiên
Trong các tác phẩm Về khả thể và hình thức của triết học Đại cương (1795) và Về bản ngã như nguyên lý của triết học (1796), Schelling có đánh giá rằng cái tuyệt đối không thể định nghĩa như Thượng đế mà nó nằm trong mỗi con người với tư cách là một bản ngã tuyệt đối.

### 1795-1797
Có lẽ vì được giảng dạy các môn khoa học tự nhiên, Schelling có cái nhìn sâu sắc hơn về tự nhiên. Ông cho rằng tất cả sự sống đều là sản phẩm của tự nhiên. Đây là thành tựu triết học độc lập đầu tiên của Schelling và nó khiến ông được nhắc tới trong suy nghĩ của những người theo chủ nghĩa lãng mạn.

### Ở Jena
Trong khoảng thời gian sống ở đây, Schelling có tham vọng đó là thống nhất ý niệm tự nhiên của mình với triết học của Fichte và lấy bản ngã làm điểm xuất phát.

### Tại Würzburg
Đây có thể là khoảng thời gian đáng quên nhất của Schelling. Trong các bài thuyết giảng về bản ngã, Schelling cố chứng minh một điều: Trong tất cả các hữu thể, có sự tuyệt đối tự thể hiện như sự thống nhất chủ thể tính và khách thể tính. Nhấn vào điểm này, Hegel bắt đầu lên tiếng công kích Schelling. Như đã nói ở trên, cả hai cùng đồng lòng trong cuộc luận chiến với Fichte. Thậm chí, họ còn là đồng chủ biên của Tạp chí phê bình triết học vào năm 1802. Thế nhưng, mọi thứ thay đổi 180 độ. Schelling định nghĩa rằng sự tuyệt đối là sự thống nhất như đã trình bày ở trên. Hegel lại đem lý lẽ đó để so sánh với đêm tối, ông đã nói rằng "ở đó mọi con bò đều đen". Một điểm nữa khiến Schelling bị Hegel phế phán đó là cách thức để con người đạt đến sự tuyệt đối: Schelling chưa hề nói điều này, ông chỉ khởi sự với sự tuyệt đối. Schelling chỉ nói "bắn ra từ một nòng súng lục". Phê phán này của Hegel đã khiến Schelling tổn thương nặng nề về mặt tinh thần. Từ chỗ được coi là vị triết gia hàng đầu của Đức trước khi Hiện tượng luận của Hegel ra đời, Schelling đã bị đẩy xuống cái bóng của người bạn thân năm nào của ông.

### Ở Munich
Trong khoảng thời gian sống ở đây, Schelling vẫn tiếp tục công việc thuyết giảng, lần này là hệ thống đồng nhất tính mà ông đề xuất, đồng thời khám phá các lý thuyết triết học về nghệ thuật và tự nhiên; ông còn nghiên cứu lịch sử loài người và thuyết trình về lịch sử triết học. Thêm vào đó, ông dành sự quan tâm cho tôn giáo và các tác phẩm của Jakob Böhme. Schelling đã chịu ảnh hưởng của Böhme, bằng chứng là ở trong tác phẩm Những nghiên cứu triết học về bản chất tự do của con người (1809)
Trong khoảng thời gian này, Schelling cố gắng xem xét những gì bị Hegel phê phán. Schelling đã tra vấn tất cả những lý lẽ duy tâm của mình dựa trên giả thiết thế giới vốn là một trật tự thuần lý. Ông chất vấn rằng, phải chăng cũng có những cái ngoại lý và phải chăng cái ác là sức mạnh ưu thế đó sao. Trong tác phẩm Về tự do của con người (1809), Schelling đã đưa ra tuyên bố: Tự do của con người chỉ đúng nghĩa khi con người tự do lựa chọn thiện và ác. Để có được sự tự do này, cần có hai nguyên lý: nền tảng bí ẩn thể hiện trong nhục dục và sự phán đoán sắc sảo có khả năng chi phối như một sức mạnh tạo dựng. Tuy nhiên, con người đã xếp cái tối tăm của xung động, cốn chỉ phục vụ trí tuệ như một năng lực, lên trên chính cái nó phục vụ. Sự đảo lộn này chính là sự thất sủng được nhắc đến trong Kinh thánh và cái ác đã xuất hiện. Tuy nhiên, Thượng đế, với hóa thân là Chúa Jesus, đã hóa giải điều đó và sắp xếp mọi thứ theo đúng trật tự.

### Tại Berlin
Tại đây, Schelling lại tiếp tục thuyết giảng về mặc khải và thần thoại với những suy nghĩ của ông. Cái đó ông gọi là "triết học tích cực để phân biệt với triết học thuần túy "tiêu cực" của Kant, Fichte và Hegel". Những bài giảng này của ông đã được xuất bản sau khi ông qua đời và một số người đánh giá rằng chúng là đỉnh cao cho triết học của Schelling và triết học duy tâm của Đức.

## Một số tư tưởng tiêu biểu
Qua trình trên cho thấy phần nào những nét tư tưởng chính trong triết học của Schelling. Bây giờ chúng ta tiếp tục đi đến những nét tư tưởng tiêu biểu của ông.

### Quan niệm về tự nhiên
Như đã nói ở phần trước, Schelling đã có ý kiến khác với Fichte trong việc nhìn nhận vị trí của tự nhiên. Tuy nhiên, ở đây, ta sẽ thấy Schelling phát triển ý tưởng của mình dựa trên ý kiến của Fichte.
Trước tiên, cần nhìn nhận một chút về triết học duy tâm của Fichte. Nó đã nhấn mạnh vào sự thống nhất vào lý giải triết học và như một giải pháp để xây dựng một hệ thống triết học hoàn chỉnh. Tuy nhiên, nó lại đồng nhất nền tảng tối hậu của vũ trụ của khái niệm thuần lý với tinh thần hữu hạn, đồng thời nó cho thấy một cái nhìn chủ quan về tự nhiên với quan điểm duy tâm.
Trở lại với Schelling. Ông cho rằng tự nhiên không chỉ đơn thuần là giới hạn trừu tượng đối với nỗ lực vô hạn của tinh thần, không chỉ là một loạt những tư tưởng tất yếu của trí tuệ; nó còn là thứ có thực tại không xung đột với tính chất lý tưởng của nó, một thực tại có cấu trúc bên trong là lý tưởng và có xuất phát từ tinh thần. Schelling đã rút ra ý thức từ các sự vật.

### Hệ thống đồng nhất tính
Schelling đã tìm ra những điểm hỗ trợ nhau của triết học tự nhiên và triết học siêu nghiệm. Từ đó, ông gọi tổng thể gồm hai phần này là hệ thống đồng nhất tính hay chủ nghĩa duy tâm tuyệt đối. Yếu tố chủ chốt trong hệ thống này đó là có điểm trung tính mang tính bất khả phân biệt. Dựa vào điều đó, Schelling mô tả thực tại như một toàn thể chứa đựng những thứ có bản chất khác nhau. Lúc này, ông đưa ra cái gọi là potenzen (đây là một ý niệm, có nghĩa là trình độ tổ chức phức tạp) để diễn tả nguyên tắc của hệ thống này. Câu hỏi được nảy sinh về hệ thống này đó là quan hệ chính xác giữa tuyệt đối trung tính và hệ thống thực của các yếu tố được phân biệt. Chính câu hỏi này đã gần như định hướng tư tưởng của Schelling.
Tuy nhiên, Schelling lại không thể giữ sự cân bằng giữa suy tư trừu tượng về vũ trụ luận và nghiên cứu khoa học. Ông cố xây dựng một công trình thực tại tự nhiên nhưng kết quả không tốt lắm, thế nên mới sinh ra chuyện biện luận duy vật của ông trở nên chán ngắt và vô dụng. Tuy nhiên, công bằng mà nói, Schelling cũng để lại chút tư tưởng xán lạn trong Naturphilosophie.

## Các tác phẩm
- Những ý tưởng hướng tới một triết học tự nhiên (1797)
- Hệ thống thuyết duy tâm siêu nghiệm (1800)
- Trình bày hệ thống triết học của tôi (1801)
- Những nghiên cứu triết học về bản chất tự do con người (1809)